# Ctenomys brasiliensis
Ctenomys brasiliensis är en däggdjursart som beskrevs av Henri Marie Ducrotay de Blainville 1826. Ctenomys brasiliensis ingår i släktet kamråttor och familjen buskråttor. IUCN kategoriserar arten globalt som otillräckligt studerad. Inga underarter finns listade i Catalogue of Life.
Denna gnagare förekommer i östra Brasilien i delstaten Minas Gerais och i angränsande regioner fram till Atlanten. Det är nästan inget känt om artens levnadssätt.